# كارلوس كارمونا
كارلوس إميليو كارمونا تيو (بالإسبانية: Carlos Emilio Carmona Tello) (مواليد 21 فبراير 1987 في كوكويمبو) لاعب كرة قدم تشيلي يلعب حاليا لصالح نادي أتالانتا الإيطالي .

## روابط خارجية
- كارلوس كارمونا على موقع الاتحاد الدولي (مؤرشف)  (الإنجليزية)
- كارلوس كارمونا على موقع الدوري الأمريكي (الإنجليزية)
- كارلوس كارمونا على موقع قاعدة بيانات كرة القدم.إي يو (الإنجليزية)
- كارلوس كارمونا على موقع بيانات كرة القدم. دي إي (الألمانية)
- كارلوس كارمونا على موقع ناشيونال فوتبول تيمز (الإنجليزية)
- كارلوس كارمونا على موقع Soccerbase.com (لاعب) (الإنجليزية)
- كارلوس كارمونا على موقع Soccerway.com (الإنجليزية)
- كارلوس كارمونا على موقع عالم كرة القدم.نت (الإنجليزية)
- كارلوس كارمونا على موقع كووورة
- كارلوس كارمونا على موقع AS.com (الإسبانية)